# Mount Shute
Mount Shute ist ein 2070 m hoher Berg im Norden des ostantarktischen Viktorialands. Er ragt 22,5 km südöstlich des Austin Peak in der Mirabito Range der Concord Mountains auf. 
Der United States Geological Survey kartierte ihn anhand geodätischer Vermessungen und mithilfe von Luftaufnahmen der United States Navy von 1960 bis 1963. Das Advisory Committee on Antarctic Names benannte ihn 1970 nach Larry R. Shute, Meteorologe des United States Antarctic Research Program auf der Hallett-Station zwischen 1963 und 1964.